# Jörg Kirschstein

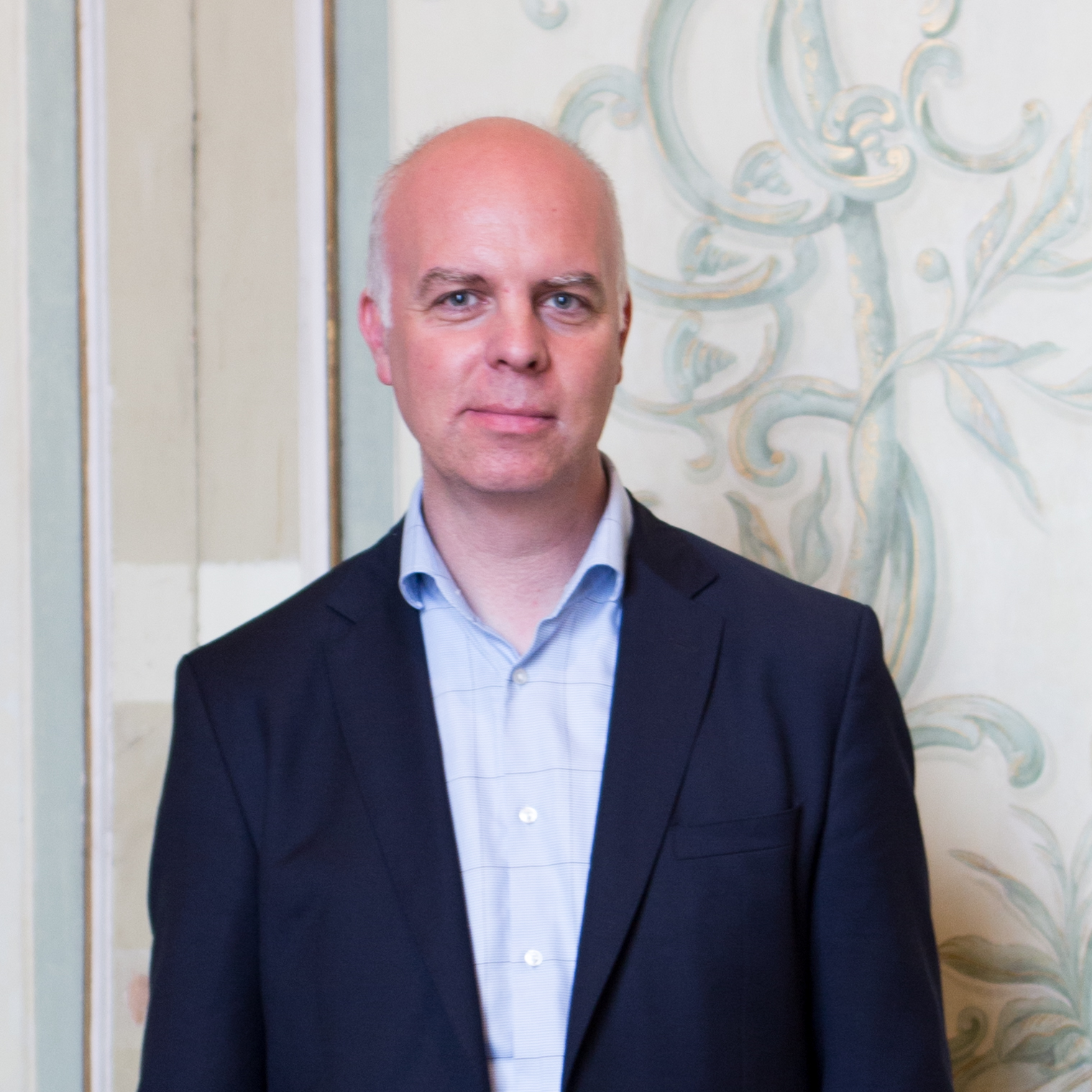
Jörg Kirschstein (2018)

Jörg Kirschstein (* 1969 in Potsdam) ist ein deutscher Archivar und Autor von Sachbüchern.

## Leben
Kirschstein wuchs unweit von Schloss Sanssouci in Potsdam auf. Die Nähe zur einstigen Residenz der Preußenherrscher weckte sein Interesse an der königlich-kaiserlichen Hohenzollernfamilie. Von 1992 bis 1996 studierte er an der Fachhochschule Potsdam Archivwesen.
Seit 1999 arbeitet Kirschstein für die Stiftung Preußische Schlösser und Gärten Berlin-Brandenburg, er ist als Leiter des Neuen Palais in Potsdam tätig.
2001 war er Kurator der Ausstellung über das niederländische Exil des Kronprinzen Wilhelm. Im Jahr 2004 kuratierte er im Marmorpalais im Neuen Garten Potsdam die Schau anlässlich des 50. Todestages der letzten deutschen Kronprinzessin Cecilie, über die er zeitgleich auch ein Buch verfasste. Eine weitere Ausstellung mit dem Titel Aus Allerhöchster Schatulle – Kaiserliche Geschenke, die im Potsdam Museum inklusive Ausstellungskatalog unter seiner Leitung stattfand, beschäftigte sich mit der Geschenkpolitik am Hofe Wilhelms II. Die Ausstellung Europas letztes Rendezvous – Die Hochzeit von Victoria Luise und Ernst August im Schlossmuseum Braunschweig wurde 2013 ebenfalls von ihm kuratiert. 2016 war Kirschstein Kurator der Ausstellung Schlösser für den Staatsgast – Schönhausen und Augustusburg. Staatsbesuche im geteilten Deutschland im Schloss Schönhausen. Aus Anlass des 100. Jahrestages der Abdankung Kaiser Wilhelms II. kuratierte Kirschstein die Ausstellung „Kaiserdämmerung – Das Neue Palais 1918 zwischen Monarchie und Republik“, die 2018 im Potsdamer Neuen Palais stattfand.
Im August 2011 kommentierte er gemeinsam mit Adels-Experte Rolf Seelmann-Eggebert live die in Sanssouci stattfindende Hochzeit von Georg Friedrich Prinz von Preußen, Chef des Hauses Hohenzollern, und Sophie Prinzessin von Isenburg im rbb-Fernsehen.
Kirschstein lebt in Potsdam.

## Publikationen
- Kronprinzessin Cecilie: Eine Bildbiographie. be.bra Verlag Edition q, Berlin 2004, ISBN 3-86124-579-5.
- Schloss Cecilienhof: Tudorromantik und Weltpolitik. SPSG, Taschenbuch – 1. Januar 2005, ISBN 978-3-7913-3303-8.
- KaiserKinder: Die Familie Wilhelms II. in Fotografien. MatrixMedia, Göttingen 2011, ISBN 978-3-932313-41-7.[1]
- Pomp and Circumstance: Das deutsche Kaiserreich und die Zeit vor dem Ersten Weltkrieg. (Edition Schloss Wernigerode) Gebundene Ausgabe – Verlag: Stekovics, J; Auflage: 1 (25. Juli 2014), (Beitrag) ISBN 978-3-89923-328-5.
- Das Potsdamer Stadtschloss. Vom Fürstensitz zum Landtagsschloss. be.bra Verlag, Berlin 2014, ISBN 978-3-86124-677-0.
- Das Neue Palais in Potsdam. Familienidyll und kaiserlicher Glanz. be.bra Verlag, Berlin 2017, ISBN 978-3-86124-690-9.
- Auguste Victoria. Porträt einer Kaiserin. be.bra Verlag, Berlin 2021, ISBN 978-3-86124-739-5.
- Das Erbe des Kaisers. be.bra Verlag, Berlin 2025, ISBN 978-3-89809-272-2